# Бредикис, Юргис Юозович
Юргис Бредикис (лит. Jurgis Brėdikis; 30 апреля 1929, Прага, Чехословакия — 15 августа 2021, Каунас, Литва) — советский и литовский кардиолог, кардиохирург, дипломат, общественный и политический деятель, академик РАН (2013).

## Биография
Родился 30 апреля 1929 года в Праге. Сын дипломата Юозаса Бредикиса (1885—1950).
В 1952 году с отличием окончил Каунасский медицинский институт, затем там же — клиническую ординатуру при кафедре госпитальной терапии, затем аспирантуру при кафедре оперативной хирургии и топографической анатомии 1 ММИ (1957).
С 1957 года работал на кафедре госпитальной хирургии Каунасского медицинского института, где прошёл путь от ассистента до заведующего кафедрой (с 1964 года) и профессора (1966).
В 1963 году защитил докторскую диссертацию.
В 1984 году был избран академиком АН Литвы, в 1986 году — академиком АМН СССР.
Директор Всесоюзного центра хирургического лечения сложных нарушений ритма сердца и электрокардиостимуляции (1984—1990).
В 1989-1991 годах избран народным депутатом СССР от Всесоюзного общества «Знание».
Поддержав президента Литвы А. М. Бразаускаса, с 1993 по 1994 годы работал министром здравоохранения Литвы.
С 1995 по 1998 годы — посол Литвы в Чехии, Венгрии, а также в Турции (1995—1997).
В 2013 году избран академиком РАН.
Скончался 15 августа 2021 года в Каунасе

## Научная деятельность
Специалист в области кардиохирургии.
Основные его научные труды посвящены вопросам экспериментальной и клинической хирургии сердца, разработке и применению в медицине новых электронных приборов и математических методов обработки информации, вопросам медицинской кибернетики.
Одним из первых в СССР разработал и применил метод электростимуляции сердца.
Создатель и до настоящего времени президент правления общества «Sviesuva» (аналог существовавшего в Литве отделения общества «Знание»), а также президент фонда «Наука и общество» Академии наук Литвы.
Член правления Литовского общества хирургов. Член правления Всесоюзного общества медицинской техники. Член Международного общества хирургов.

## Награды
- Государственная премия СССР (в составе группы, за 1986 год) — за разработку и внедрение в клиническую практику новых методов диагностики и хирургического лечения тахиаритмии
- Орден Трудового Красного Знамени (1986)
- Премия имени А. Н. Бакулева (2010) — за большой личный вклад в хирургическую аритмологию
- Государственная премия Литовской ССР за труды по коронарной недостаточности
- Командорский крест ордена «За заслуги перед Литвой» (2009)
- Почётный гражданин Каунаса (2015)